# Sznitki (rejon miorski)
Sznitki – dawniej samodzielna wieś. Obecnie część miejscowości Kozłowce na Białorusi, w obwodzie witebskim, w rejonie miorskim, w sielsowiecie Zaucie.

## Historia
W czasach zaborów wieś w gminie Stefanpol, w powiecie dzisieńskim, w guberni wileńskiej Imperium Rosyjskiego. Pod koniec XIX wieku należała do dóbr Aleksandia, własność Siemiaszków.
W latach 1921–1945 wieś leżała w Polsce, w województwie wileńskim, w powiecie dziśnieńskim, w gminie Stefanpol, a od 1926 roku w gminie Mikołajów.
Według Powszechnego Spisu Ludności z 1921 roku zamieszkiwały tu 77 osób, 14 było wyznania rzymskokatolickiego, 63 prawosławnego. Jednocześnie 14 mieszkańców zadeklarowało polską, 63 białoruską przynależność narodową. Było tu 11 budynków mieszkalnych. W 1931 w 13 domach zamieszkiwało 80 osób.
Wierni należeli do parafii rzymskokatolickiej w Dziśnie i prawosławnej w Stefanpolu. Miejscowość podlegała pod Sąd Grodzki w Dziśnie i Okręgowy w Wilnie; właściwy urząd pocztowy mieścił się w Stefanpolu.
W wyniku napaści ZSRR na Polskę we wrześniu 1939 miejscowość znalazła się pod okupacją sowiecką. 2 listopada została włączona do Białoruskiej SRR. Od czerwca 1941 roku pod okupacją niemiecką. W 1944 miejscowość została ponownie zajęta przez wojska sowieckie i włączona do Białoruskiej SRR.
Od 1991 w składzie niepodległej Białorusi.